# Кубок Волинської області з футболу 2008

## Учасники
У цьому розіграші Кубка взяли участь 8 команд:
| Учасники: - «BRW-ВІК» (Володимир-Волинський) - «Альфа-Промінь» (Луцький район) - «Роси» (Рожище) - ФК «Мар'янівка» (Мар'янівка) - ФК «Радошин» (Радошин) - ФК «Цумань» (Цумань) - «Шахтар» (Нововолинськ) - «Шахтар-2» Нововолинськ |

## Чвертьфінали
Матчі 1/4 фіналу відбулися 26 жовтня і 2 листопада 2008 року.
| Команда 1       | Команда 2       | Рахунок |
| --------------- | --------------- | ------- |
| ФК «Мар'янівка» | «BRW-ВІК»       | 3:4     |
| ФК «Радошин»    | «Роси»          | 0:0     |
| «Шахтар-2»      | «Шахтар»        | 1:6     |
| «Альфа-Промінь» | ФК «Цумань»     | 1:2     |
| Матчі-відповіді |                 |         |
| «BRW-ВІК»       | ФК «Мар'янівка» | 3:0     |
| «Роси»          | ФК «Радошин»    | 2:1     |
| «Шахтар»        | «Шахтар-2»      | 5:1     |
| ФК «Цумань»     | «Альфа-Промінь» | 3:1     |

## Півфінали
Матчі 1/2 фіналу відбулися 9 листопада 2008 року.
| Команда 1   | Команда 2 | Рахунок |
| ----------- | --------- | ------- |
| ФК «Цумань» | «Шахтар»  | 0:1     |
| «Роси»      | «BRW-ВІК» | 0:1     |

## Фінал
| 16 листопада 2008 |

| «Шахтар»        | 1:1 | «BRW-ВІК»          |
| --------------- | --- | ------------------ |
| Лавренюк Василь |     | Свинаренко Олексій |

| Нововолинськ, стадіон «Шахтар» |

|                 |     | Пенальті        |  |
| {{{пенальті1}}} | 3:2 | {{{пенальті2}}} |  |

| Володар Кубка Волинської області 2008          |
| ---------------------------------------------- |
| «Шахтар» (Нововолинськ) П'ята перемога в Кубку |

## Підсумкова таблиця
| Етап       | Команда                          | I | В | Н | П | РМ   | О |
| ---------- | -------------------------------- | - | - | - | - | ---- | - |
| Володар    | «Шахтар» (Нововолинськ)          | 4 | 3 | 1 | 0 | 13−3 | 7 |
| Фіналіст   | «BRW-ВІК» (Володимир-Волинський) | 4 | 3 | 1 | 0 | 9−4  | 7 |
| Півфінал   | ФК «Цумань» (Цумань)             | 3 | 2 | 0 | 1 | 5−3  | 4 |
| Півфінал   | «Роси» (Рожище)                  | 3 | 1 | 1 | 1 | 2−2  | 3 |
| 1/4 фіналу | ФК «Радошин» (Радошин)           | 2 | 0 | 1 | 1 | 1−2  | 1 |
| 1/4 фіналу | «Альфа-Промінь» (Луцький район)  | 2 | 0 | 0 | 2 | 2−5  | 0 |
| 1/4 фіналу | ФК «Мар'янівка» (Мар'янівка)     | 2 | 0 | 0 | 2 | 3−7  | 0 |
| 1/4 фіналу | «Шахтар-2» (Нововолинськ)        | 2 | 0 | 0 | 2 | 2−11 | 0 |